# 甘龙
甘龙（？—？），战国时期人物，秦国大夫。

## 生平
前359年，卫鞅想实行变法改革，秦国的贵族都不赞同。卫鞅认为圣人只要能够强国，就不必拘泥于旧传统。甘龙反驳说：“不对，按照旧章来治理，才能使官员熟悉规矩而百姓安定不乱。”秦孝公赞同卫鞅，任命卫鞅为左庶长的要职，制定变法的法令。

## 影视形象
- 《东周列国战国篇》孔芮 饰演
- 《大秦帝国之纵横》孙飞虎 饰演
- 《大秦帝国之裂变》孙飞虎 饰演